# Afra (Marroc)
Afra (en àrab افرا, Afrā; en amazic ⴰⴼⵔⴰ) és una comuna rural de la província de Zagora de la regió de Drâa-Tafilalet, al Marroc. Segons el cens de 2014 tenia una població total de 8.939 persones.